# دايكي هامانو
دايكي هامانو (濱野大輝 هامانو دايكي) هو مؤدي اصوات ياباني ولد في 30 مارس 1989 في طوكيو.

## أدواره في الأنمي

### مسلسلات أنمي تلفزيونية
- البدلة المتنقلة جاندام: أيتام الدم الحديدي - دانتي موغرو
- غيت: قوات الدفاع الذاتي تقاتل في أرض غريبة - هيتوشي فوروتا
- بطولات أرسلان - سانجه
- ربيع شباب x رشاش - واتانابي
- شيروباكو - غورو هاماساكي, يوجي أتسومي, زارويوشي ياكوشيديرا
- برينس أوف سترايد ألترنيتيف - هيساتو هاريغايا
- صراع الطبخ - والد إيكومي ميتو
- تيرافورمارز ريفنج - تاتسوهيرو سوميا
- ملحمة تانيا الآثمة - ماتيوس يوهان فايس
- هاكيو هوشين إنغي - يوشين
- بلاك كلوفر - فالتوس
- دارلينغ إن ذا فرانكس - غورو (الصوت الثاني)
- يوغي ARC-V - جيرمان فاودر
- مغامرة جوجو الغريبة: الرياح الذهبية - لوكا ذو العين الدامعة
- المدير الأوسط تونيغاوا - ناكاتا
- رجل المنشار - سيف الساموراي

## أدواره في ألعاب الفيديو
- برينس أوف سترايد - هيساتو هاريغايا, إيكي ماسوناري

## أدواره في الدبلجة اليابانية
- ترانسفورمرز: روبوتس إن ديسغايز - سايدسوايب